# Emmet County (Iowa)
Das Emmet County ist ein County im US-amerikanischen Bundesstaat Iowa. Im Jahr 2020 hatte das County 9388 Einwohner und eine Bevölkerungsdichte von 9,2 Einwohnern pro Quadratkilometer. Der Verwaltungssitz (County Seat) ist Estherville.

## Geografie
Das County liegt im Nordwesten Iowas an der Grenze zu Minnesota und wird vom oberen Des Moines River durchflossen. Es hat eine Fläche von 1042 Quadratkilometern, wovon 17 Quadratkilometer Wasserfläche sind. An das Emmet County grenzen folgende Nachbarcountys:
| Jackson County (Minnesota) |                  | Martin County (Minnesota) |
| Dickinson County           |                  | Kossuth County            |
| Clay County                | Palo Alto County |                           |

## Geschichte

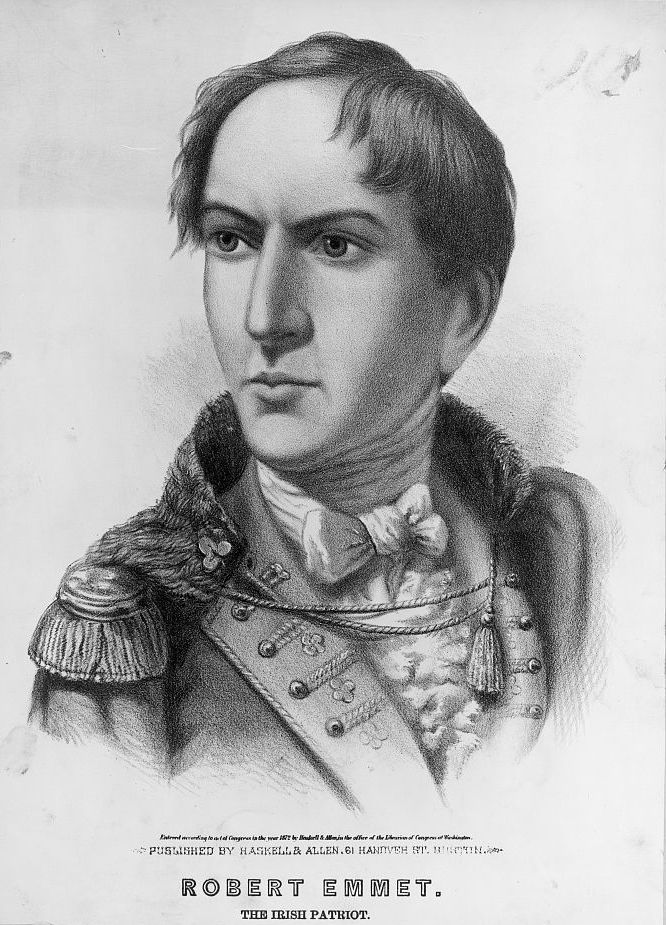
R. Emmet

Das Emmet County wurde 1851 gebildet und war damit eines von 50 Countys, die auf Initiative von Gouverneur Stephen Hempstead gegründet wurden. Benannt wurde es nach Robert Emmet (1778–1803), einem irischen Rebellenführer.
Die ersten weißen Siedler kamen aber erst 1856 in das bis dahin nur verwaltungsrechtlich bestehende County, das vom Webster County aus verwaltet wurde.
Im Jahr 1859 wurde eine eigene Verwaltung aufgebaut. Als Verwaltungssitz wurde Estherville ausgewählt. Ein eigenes Gerichts- und Verwaltungsgebäude wurde anfangs nicht errichtet, weil bis 1876 ein früheres dafür genutzt wurde. Dieses fiel 1876 einem Feuer zum Opfer.
Nachdem zwischendurch ein alternativer County Seat ins Auge gefasst wurde, einigte man sich 1883 endgültig auf Estherville. Unmittelbar darauf wurde in der Mitte der Stadt ein neues Gerichtsgebäude errichtet.
Etwa ab 1916 wurde der Bedarf nach einem moderneren Gebäude festgestellt, aber erst 1954 wurde dessen Bau beschlossen. 1957 erfolgte die Grundsteinlegung, ein Jahr darauf die Fertigstellung des heutigen Emmet County Courthouse.

## Bevölkerung
Nach der Volkszählung im Jahr 2010 lebten im Emmet County 10.302 Menschen in 4329 Haushalten. Die Bevölkerungsdichte betrug 10,1 Einwohner pro Quadratkilometer. In den 4329 Haushalten lebten statistisch je 2,24 Personen.
Ethnisch betrachtet setzte sich die Bevölkerung zusammen aus 93,1 Prozent Weißen, 0,6 Prozent Afroamerikanern, 0,7 Prozent amerikanischen Ureinwohnern, 0,4 Prozent Asiaten sowie aus anderen ethnischen Gruppen; 1,5 Prozent stammten von zwei oder mehr Ethnien ab. Unabhängig von der ethnischen Zugehörigkeit waren 7,4 Prozent der Bevölkerung spanischer oder lateinamerikanischer Abstammung.
23,0 Prozent der Bevölkerung waren unter 18 Jahre alt, 58,2 Prozent waren zwischen 18 und 64 und 18,8 Prozent waren 65 Jahre oder älter. 50,1 Prozent der Bevölkerung war weiblich.
Das jährliche Durchschnittseinkommen eines Haushalts lag bei 42.979 USD. Das Prokopfeinkommen betrug 22.985 USD. 11,3 Prozent der Einwohner lebten unterhalb der Armutsgrenze.

## Ortschaften im Emmet County
| - Armstrong - Dolliver - Estherville | - Gruver - Ringsted - Wallingford |

Unincorporated Communities
- Huntington
- Maple Hill

## Gliederung
Das Emmet County ist in 12 Townships eingeteilt:
| Township                 | Einw. (2010) | FIPS     |
| ------------------------ | ------------ | -------- |
| Armstrong Grove Township | 1120         | 19-90081 |
| Center Township          | 304          | 19-90600 |
| Denmark Township         | 560          | 19-90963 |
| Ellsworth Township       | 190          | 19-91209 |
| Emmet Township           | 184          | 19-91221 |
| Estherville Township     | 6730         | 19-91242 |

| Township                  | Einw. (2010) | FIPS     |
| ------------------------- | ------------ | -------- |
| High Lake Township        | 493          | 19-91926 |
| Iowa Lake Township        | 138          | 19-92079 |
| Jack Creek Township       | 89           | 19-92085 |
| Lincoln Township          | 201          | 19-92547 |
| Swan Lake Township        | 137          | 19-94065 |
| Twelve Mile Lake Township | 156          | 19-94146 |